# Goondiwindi Airport
Goondiwindi Airport är en flygplats i Australien. Den ligger i kommunen Goondiwindi och delstaten Queensland, omkring 290 kilometer sydväst om delstatshuvudstaden Brisbane. Goondiwindi Airport ligger 217 meter över havet.
Runt Goondiwindi Airport är det ganska glesbefolkat, med 26 invånare per kvadratkilometer.. Närmaste större samhälle är Goondiwindi, nära Goondiwindi Airport.
Omgivningarna runt Goondiwindi Airport är i huvudsak ett öppet busklandskap.  Genomsnittlig årsnederbörd är 686 millimeter. Den regnigaste månaden är januari, med i genomsnitt 184 mm nederbörd, och den torraste är september, med 17 mm nederbörd.